# Zemské volby v Čechách 1901
Zemské volby v Čechách 1901 byly volby konané v Českém království od 8. do 15. října 1901 (užší volby, tj. druhá kola volebních klání v některých obvodech, se konaly ještě 16. a 17. října), kterými byli zvoleni poslanci Českého zemského sněmu coby zákonodárného sboru zemské samosprávy v rámci rakousko-uherského, respektive předlitavského ústavního systému. Probíhaly podle kuriového systému.

## Dobové souvislosti
V roce 1901 nadále dominovala české politice mladočeská strana, ale její pozice ve společnosti již nebyla tak jednoznačná jako v první polovině 90. let, kdy ve volbách do Říšské rady roku 1891 a zemských volbách roku 1895 rozdrtila pozice staročeské strany a sjednotila velkou část městských, maloměstských i venkovských elit pod radikálně opozičním programem obhajoby českých národních zájmů. Mladočeši se od poloviny 90. let vydali pod vedením Josefa Kaizla prostřednictvím takzvané etapové politiky směrem k realističtějšímu a pragmatičtějšímu postoji. V celostátních volbách do Říšské rady roku 1897 zaznamenali výrazný úspěch a díky početní síle jejich klubu se stali významnou silou, o jejíž podporu se ucházela vláda Kazimíra Badeniho. Mladočeši pak roku 1897 skutečně přešli do provládního tábora. Klíčovým ústupkem vlády měla být Badeniho jazyková nařízení, která výrazně zvyšovala oficiální status češtiny, ale která nebyla pro německou opozici uvedena v platnost a vedla nakonec k pádu Badeniho kabinetu. V následujících letech se mladočeši dále pokoušeli o provládní politiku, Kaizl se dokonce stal ministrem financí ve vládě Franze Thuna, ale ani toto přímé vládní angažmá neuspokojilo české jazykové, autonomistické a státoprávní požadavky.
Na celostátní politické scéně zároveň takzvaná Badeniho volební reforma zavedla všeobecné volební právo (byť nadále bez rovnosti hlasů a se zachováním kuriálního systému). Díky dramatickému nárůstu počtu oprávněných voličů se otevřel prostor pro nové politické subjekty. Poprvé se do Říšské rady jako relevantní síla dostali čeští sociální demokraté, jako nezávislá politická síla se ustavili čeští agrárníci, politický katolicismus nebo národní sociálové. V době vyostřeného česko-německého konfliktu v českých zemích přestávali zároveň být provládní mladočeši výlučnými nositeli opozičního a nacionálního radikalismu a tuto roli přejaly radikální státoprávní formace. Samostatně se také vyhranila skupina realistů okolo Tomáše Masaryka.
Po Kaizlově demisi roku 1899 mladočeši zaujali opět opoziční stanovisko a periodicky se vraceli k ostré obstrukční politice. Předlitavský parlament ve Vídni zažíval opakované slovní i fyzické potyčky. Roku 1900 nastoupila vláda Ernesta von Koerbera, která se pokoušela překlenout národnostní rozpory programem ekonomické modernizace, ale česko-německý konflikt pokračoval.

## Výsledky voleb
Volební systém do Českého zemského sněmu odpovídal parametrům, které zde nastavila již únorová ústava roku 1861. Zvoleno bylo 236 poslanců a to ve čtyřech skupinách: kurie venkovských obcí, skupina měst, skupina obchodních a živnostenských komor a kurie velkostatkářská, ve všech s omezeným volebním právem (volební cenzus). Na sněmu pak tyto čtyři volební skupiny tvořily tři kurie (poslanci zvolení za skupinu měst a skupinu obchodních a živnostenských komor zasedali v společné kurii měst). Kromě nich na sněmu zasedalo šest nevolených virilistů, kteří mandát nabývali z titulu své funkce.
Mladočeská strana potvrdila svou pozici nejsilnější české i celozemské politické strany, ovšem výrazně oslabila ve srovnání s předchozími volbami roku 1895. V sudetoněmeckém (českoněmeckém) táboře došlo k výraznému posunu, kdy dosavadní dominanci liberální strany nahradila faktická rovnost sil mezi liberální stranou a nacionalistickým blokem všeněmců a nacionálních radikálů. Nacionální pozice zastávala i Německá lidová strana. Zcela bez zastoupení zůstala v české i českoněmecké společnosti sociální demokracie, kterou znevýhodňoval kuriový volební systém a omezené volební právo. V kurii velkostatků, kde v předchozím funkčním období všechny mandáty ovládala Strana konzervativního velkostatku, posílila nyní díky předběžné dohodě o rozdělení mandátů s konzervativním velkostatkem Strana ústavověrného velkostatku, jež na rozdíl od konzervativních šlechticů byla stoupencem centralistického modelu uspořádání rakouského státu, s německorakouskou (vídeňskou) orientací. Skupina národně (pročesky) orientovaných velkostatkářských konzervativců ovšem tento kompromis odmítla a veřejně vyzvala k neúčasti na volbě ve velkostatkářské kurii.
Volby celkově poznamenala neúčast voličů. Zúčastnilo se jich jen cca 40 % oprávněných voličů. Historik Otto Urban v tom vidí důsledek obecného znechucení politikou, paralyzovanou česko-německou obstrukcí.
Podle sociálního a profesního dělení byli etnicky čeští poslanci zemského sněmu zvolení v kuriích měst, venkovských obcí a živnostenských a obchodních komor rozděleni následovně: 38 buržoazních a maloburžoazních vzdělanců (z toho 18 právníků, 5 lékařů a lékárníků, 4 vysokoškolští učitelé, 1 středoškolský učitel, 3 vědci a novináři, 1 katolický kněz, 1 státní úředník a 6 samosprávních úředníků), 10 buržoazních podnikatelů (z toho 3 továrníci, 3 obchodníci a peněžníci, 2 inženýři a 2 manažeři), 8 příslušníků maloburžoazie (z toho 8 řemeslníků a živnostníků) a 41 příslušníků agrární buržoazie (z toho 39 rolníků či statkářů a 2 mlynáři).
Výrazně se proměnilo vlastní personální obsazení sněmu. Celkem 102 z 236 volených poslanců nebylo dosud členy Českého zemského sněmu. Podle národnosti zde zasedalo 97 Čechů (+ 3 Češi z řad virilistů) a 69 Němců (+ 21 proněmeckých členů ústavověrného velkostatku a 3 Němci z řad virilistů). Zbylí poslanci za konzervativní velkostatek byli často národnostně nevyhranění. Ti z nich, kteří nebyli šlechtického původu byli z velké části české národnosti. Zemský sněm v tomto složení setrval až do zemských voleb roku 1908.

### Volební účast
| Kurie     | Kurie           | Počet    | Počet   | Počet    | Počet   | Účast |
| Kurie     | Kurie           | Poslanců | Voličů  | Odvolilo | Hlasů   | Účast |
| --------- | --------------- | -------- | ------- | -------- | ------- | ----- |
| I.        | Velkostatky     | 70       | 442     | 194      | 9 716   | 43,9  |
| II.       | Obchodní komory | 15       | 177     | 124      | 394     | 70,1  |
| III.      | Města           | 72       | 144 025 | 69 904   | 78 251  | 48,5  |
| IV.       | Venkovské obce  | 79       | 393 537 | 157 431  | 157 431 | 40,0  |
| Dohromady | Dohromady       | 236      | 538 181 | 227 653  | 245 792 | 42,3  |
| Zdroj:    |                 |          |         |          |         |       |

### Celkové výsledky
|                                |                                              |           |       |       |          |          |          |
| Strana                         | Strana                                       | Hlasy     | Hlasy | Hlasy | Poslanci | Poslanci | Poslanci |
| Strana                         | Strana                                       | Abs.      | %     | ±     | Abs.     | %        | ±        |
| České strany                   |                                              |           |       |       |          |          |          |
|                                | Národní strana svobodomyslná                 | 76 480    | 31.6  | 4.9▼  | 66       | 27.3     | 24▼      |
|                                | Českoslovanská strana agrární                | 37 208    | 15.4  | 15.0▲ | 21       | 8.7      | 19▲      |
|                                | Státoprávní radikálové a radikální pokrokáři | 8 954     | 3.7   | 2.7▲  | 4        | 1.7      | 3▲       |
|                                | Společní čeští kandidáti                     | 5 958     | 2.5   |       | 0        | –        | 0▬       |
|                                | Národní strana                               | 3 818     | 1.6   | 3.2▼  | 6        | 2.5      | 3▲       |
|                                | Česká strana národně sociální                | 3 239     | 1.3   |       | 0        | –        | 0▬       |
|                                | Křesťansko-sociální strana v Čechách         | 678       | 0.3   | 0.3▲  | 0        | –        | 0▬       |
|                                | Česká strana pokroková                       | 534       | 0.2   | 0.2▲  | 0        | –        | 0▬       |
|                                | Jiní kandidáti                               | 267       | 0.1   |       | 0        | –        | 0▬       |
| Češi celkem                    | Češi celkem                                  | 137 126   | 56.7  | 11.8▲ | 97       | 40.1     | 0▬       |
| Německé strany                 |                                              |           |       |       |          |          |          |
|                                | Všeněmecké sjednocení                        | 33 831    | 14.0  | 14.0▲ | 25       | 10.3     | 25▲      |
|                                | Německá pokroková strana                     | 24 587    | 10.2  | 13.1▼ | 26       | 10.7     | 28▼      |
|                                | Německá lidová strana                        | 13 047    | 5.4   | 5.7▼  | 14       | 5.8      | 1▲       |
|                                | Německá agrární strana                       | 5 116     | 2.1   | 2.1▲  | 3        | 1.2      | 3▲       |
|                                | Společní němečtí kandidáti                   | 4 140     | 1.7   |       | 0        | –        | 0▬       |
|                                | Křesťansko-sociální strana                   | 2 595     | 1.1   | 0.7▼  | 1        | 0.4      | 1▼       |
|                                | Jiní kandidáti                               | 286       | 0.1   |       | 0        | –        | 0▬       |
| Němci celkem                   | Němci celkem                                 | 83 602    | 34.6  | 2.1▼  | 69       | 28.5     | 0▬       |
| Národnostně nevyhraněné strany |                                              |           |       |       |          |          |          |
|                                | Sociální demokracie                          | 11 388    | 4.7   | 3.6▲  | 0        | –        | 0▬       |
| Velkostatkářské strany         |                                              |           |       |       |          |          |          |
|                                | Strana konzervativního velkostatku           | 6 062     | 2.5   | 10.9▼ | 49       | 20.2     | 21▼      |
|                                | Strana ústavověrného velkostatku             | 3 653     | 1.5   | 2.4▼  | 21       | 8.7      | 21▲      |
| Velkostatkáři celkem           | Velkostatkáři celkem                         | 9 715     | 4.0   | 13.3▼ | 70       | 28.9     | 0▬       |
| virilní poslanci               | virilní poslanci                             | –         | –     | –     | 6        | 2.5      | 0▬       |
| Neplatné hlasy                 | Neplatné hlasy                               | 2 267     | 0.9   | –     | –        | –        | –        |
| Celkem                         | Celkem                                       | 246 365   | 100   | –     | 242      | 100      | –        |
| Registrovaní voliči/účast      | Registrovaní voliči/účast                    | 537 562   | 45.4  | –     | –        | –        | –        |
| Počet občanů/oprávněno volit   | Počet občanů/oprávněno volit                 | 6 277 793 | 8.6   | –     | –        |          | –        |
| Zdroj:                         |                                              |           |       |       |          |          |          |

| \| Hlasy (strany) \| Hlasy (strany) \| Hlasy (strany) \| Hlasy (strany) \| Hlasy (strany) \| \| ----------------- \| ----------------- \| -------------- \| -------------- \| -------------- \| \| \| \| \| \| \| \| Mladočeši \| Mladočeši \| \| 31,6 % \| 31,6 % \| \| Čs. agrárníci \| Čs. agrárníci \| \| 15,4 % \| 15,4 % \| \| Všeněmci \| Všeněmci \| \| 14,0 % \| 14,0 % \| \| Něm. liberálové \| Něm. liberálové \| \| 10,2 % \| 10,2 % \| \| Něm. lidovci \| Něm. lidovci \| \| 5,4 % \| 5,4 % \| \| ČSSD \| ČSSD \| \| 4,7 % \| 4,7 % \| \| Radikálové \| Radikálové \| \| 3,7 % \| 3,7 % \| \| Konz. velkostatek \| Konz. velkostatek \| \| 2,5 % \| 2,5 % \| \| Něm. agrárníci \| Něm. agrárníci \| \| 2,1 % \| 2,1 % \| \| Staročeši \| Staročeši \| \| 1,6 % \| 1,6 % \| \| Úst. velkostatek \| Úst. velkostatek \| \| 1,5 % \| 1,5 % \| \| ČSNS \| ČSNS \| \| 1,3 % \| 1,3 % \| \| CS \| CS \| \| 1,1 % \| 1,1 % \| \| ostatní \| ostatní \| \| 4,9 % \| 4,9 % \| |                   |  |        |        |
| Hlasy (strany) |                   |  |        |        |
| |                   |  |        |        |
| Mladočeši | Mladočeši         |  | 31,6 % | 31,6 % |
| Čs. agrárníci | Čs. agrárníci     |  | 15,4 % | 15,4 % |
| Všeněmci | Všeněmci          |  | 14,0 % | 14,0 % |
| Něm. liberálové | Něm. liberálové   |  | 10,2 % | 10,2 % |
| Něm. lidovci | Něm. lidovci      |  | 5,4 %  | 5,4 %  |
| ČSSD | ČSSD              |  | 4,7 %  | 4,7 %  |
| Radikálové | Radikálové        |  | 3,7 %  | 3,7 %  |
| Konz. velkostatek | Konz. velkostatek |  | 2,5 %  | 2,5 %  |
| Něm. agrárníci | Něm. agrárníci    |  | 2,1 %  | 2,1 %  |
| Staročeši | Staročeši         |  | 1,6 %  | 1,6 %  |
| Úst. velkostatek | Úst. velkostatek  |  | 1,5 %  | 1,5 %  |
| ČSNS | ČSNS              |  | 1,3 %  | 1,3 %  |
| CS | CS                |  | 1,1 %  | 1,1 %  |
| ostatní | ostatní           |  | 4,9 %  | 4,9 %  |

| \| Hlasy (národnosti) \| Hlasy (národnosti) \| Hlasy (národnosti) \| Hlasy (národnosti) \| Hlasy (národnosti) \| \| ------------------ \| ------------------ \| ------------------ \| ------------------ \| ------------------ \| \| \| \| \| \| \| \| Češi \| Češi \| \| 56,7 % \| 56,7 % \| \| Němci \| Němci \| \| 34,6 % \| 34,6 % \| \| ČSSD \| ČSSD \| \| 4,7 % \| 4,7 % \| \| Velkostatkáři \| Velkostatkáři \| \| 4,0 % \| 4,0 % \| |               |  |        |        |
| Hlasy (národnosti) |               |  |        |        |
| |               |  |        |        |
| Češi | Češi          |  | 56,7 % | 56,7 % |
| Němci | Němci         |  | 34,6 % | 34,6 % |
| ČSSD | ČSSD          |  | 4,7 %  | 4,7 %  |
| Velkostatkáři | Velkostatkáři |  | 4,0 %  | 4,0 %  |

| \| Mandáty (strany) \| Mandáty (strany) \| Mandáty (strany) \| Mandáty (strany) \| Mandáty (strany) \| \| ----------------- \| ----------------- \| ---------------- \| ---------------- \| ---------------- \| \| \| \| \| \| \| \| Mladočeši \| Mladočeši \| \| 27,3 % \| 27,3 % \| \| Konz. velkostatek \| Konz. velkostatek \| \| 20,2 % \| 20,2 % \| \| Něm. liberálové \| Něm. liberálové \| \| 10,7 % \| 10,7 % \| \| Všeněmci \| Všeněmci \| \| 10,3 % \| 10,3 % \| \| Čs. agrárníci \| Čs. agrárníci \| \| 8,7 % \| 8,7 % \| \| Úst. velkostatek \| Úst. velkostatek \| \| 8,7 % \| 8,7 % \| \| Něm. lidovci \| Něm. lidovci \| \| 5,8 % \| 5,8 % \| \| Staročeši \| Staročeši \| \| 2,5 % \| 2,5 % \| \| Radikálové \| Radikálové \| \| 1,7 % \| 1,7 % \| \| Něm. agrárníci \| Něm. agrárníci \| \| 1,2 % \| 1,2 % \| \| CS \| CS \| \| 0,4 % \| 0,4 % \| |                   |  |        |        |
| Mandáty (strany) |                   |  |        |        |
| |                   |  |        |        |
| Mladočeši | Mladočeši         |  | 27,3 % | 27,3 % |
| Konz. velkostatek | Konz. velkostatek |  | 20,2 % | 20,2 % |
| Něm. liberálové | Něm. liberálové   |  | 10,7 % | 10,7 % |
| Všeněmci | Všeněmci          |  | 10,3 % | 10,3 % |
| Čs. agrárníci | Čs. agrárníci     |  | 8,7 %  | 8,7 %  |
| Úst. velkostatek | Úst. velkostatek  |  | 8,7 %  | 8,7 %  |
| Něm. lidovci | Něm. lidovci      |  | 5,8 %  | 5,8 %  |
| Staročeši | Staročeši         |  | 2,5 %  | 2,5 %  |
| Radikálové | Radikálové        |  | 1,7 %  | 1,7 %  |
| Něm. agrárníci | Něm. agrárníci    |  | 1,2 %  | 1,2 %  |
| CS | CS                |  | 0,4 %  | 0,4 %  |

| \| Mandáty (národnosti) \| Mandáty (národnosti) \| Mandáty (národnosti) \| Mandáty (národnosti) \| Mandáty (národnosti) \| \| -------------------- \| -------------------- \| -------------------- \| -------------------- \| -------------------- \| \| \| \| \| \| \| \| Češi \| Češi \| \| 40,1 % \| 40,1 % \| \| Velkostatkáři \| Velkostatkáři \| \| 28,9 % \| 28,9 % \| \| Němci \| Němci \| \| 28,5 % \| 28,5 % \| |               |  |        |        |
| Mandáty (národnosti) |               |  |        |        |
| |               |  |        |        |
| Češi | Češi          |  | 40,1 % | 40,1 % |
| Velkostatkáři | Velkostatkáři |  | 28,9 % | 28,9 % |
| Němci | Němci         |  | 28,5 % | 28,5 % |

### Výsledky dle jednotlivých kurií

#### Celkový přehled
| Velkostatky     | N/A | 49  | N/A | N/A | N/A | 21  | N/A | N/A | N/A | N/A | 70  |
| Obchodní komory | 4   | N/A | 7   | 0   | N/A | N/A | 0   | 4   | N/A | N/A | 15  |
| Města           | 38  | N/A | 12  | 12  | N/A | N/A | 8   | 1   | 1   | N/A | 72  |
| Venkovské obce  | 24  | N/A | 7   | 13  | 21  | N/A | 6   | 1   | 3   | 4   | 79  |
| Čechy celkem    | 66  | 49  | 26  | 25  | 21  | 21  | 14  | 6   | 4   | 4   | 236 |
| Zdroj:          |     |     |     |     |     |     |     |     |     |     |     |

#### Kurie velkostatku
| Strana                 | Strana                             | Hlasy | Hlasy | Mandáty | Mandáty |
| Strana                 | Strana                             | Počet | %     | Počet   | ±       |
| ---------------------- | ---------------------------------- | ----- | ----- | ------- | ------- |
|                        | Strana konzervativního velkostatku | 6 062 | 62,4  | 49      | -21     |
|                        | Strana ústavověrného velkostatku   | 3 653 | 37,6  | 21      | +21     |
|                        | Roztříštěné hlasy                  | 1     | 0,0   | 0       | 0       |
| Neplatné hlasy         | Neplatné hlasy                     | 0     | 0,0   | –       | –       |
| Celkem hlasů           | Celkem hlasů                       | 9 716 | 100   | 70      | –       |
| Zúčastnilo se voličů   | Zúčastnilo se voličů               | 194   | 100   | –       | –       |
| Voliči v seznamu/účast | Voliči v seznamu/účast             | 442   | 43,9  | –       | –       |
| Zdroj:                 |                                    |       |       |         |         |

#### Kurie obchodních a živnostenských komor
| Strana                 | Strana                       | Hlasy | Hlasy | Mandáty | Mandáty |
| Strana                 | Strana                       | Počet | %     | Počet   | ±       |
| ---------------------- | ---------------------------- | ----- | ----- | ------- | ------- |
| České strany           |                              |       |       |         |         |
|                        | Národní strana svobodomyslná | 94    | 24,4  | 4       | -3      |
|                        | Národní strana               | 93    | 24,1  | 4       | +3      |
| Češi celkem            | Češi celkem                  | 187   | 48,4  | 8       | 0       |
| Německé strany         |                              |       |       |         |         |
|                        | Německá pokroková strana     | 156   | 40,4  | 7       | +1      |
|                        | Všeněmecké sjednocení        | 13    | 3,4   | 0       | 0       |
|                        | Samostatní kandidáti         | 12    | 3,1   | 0       | 0       |
|                        | Německá lidová strana        | 10    | 2,6   | 0       | -1      |
| Němci celkem           | Němci celkem                 | 191   | 49,5  | 7       | 0       |
|                        | Roztříštěné hlasy            | 8     | 2,1   | 0       | 0       |
| Neplatné hlasy         | Neplatné hlasy               | 8     | 2,0   | –       | –       |
| Celkem hlasů           | Celkem hlasů                 | 394   | 100   | 15      | –       |
| Zúčastnilo se voličů   | Zúčastnilo se voličů         | 124   | 100   | –       | –       |
| Voliči v seznamu/účast | Voliči v seznamu/účast       | 177   | 70,1  | –       | –       |
| Zdroj:                 |                              |       |       |         |         |

#### Kurie měst a průmyslových míst
| Strana                         | Strana                                       | Hlasy   | Hlasy | Mandáty | Mandáty |
| Strana                         | Strana                                       | Počet   | %     | Počet   | ±       |
| ------------------------------ | -------------------------------------------- | ------- | ----- | ------- | ------- |
| České strany                   |                                              |         |       |         |         |
|                                | Národní strana svobodomyslná                 | 29 075  | 37,9  | 38      | +1      |
|                                | Společní čeští kandidáti                     | 2 885   | 3,8   | 0       | 0       |
|                                | Státoprávní radikálové a radikální pokrokáři | 1 722   | 2,3   | 1       | 0       |
|                                | Česká strana národně sociální                | 1 540   | 2,0   | 0       | 0       |
|                                | Národní strana                               | 619     | 0,8   | 1       | 0       |
|                                | Samostatní kandidáti                         | 109     | 0,1   | 0       | -1      |
|                                | Česká strana pokroková                       | 105     | 0,1   | 0       | 0       |
| Češi celkem                    | Češi celkem                                  | 36 055  | 47,0  | 40      | 0       |
| Německé strany                 |                                              |         |       |         |         |
|                                | Všeněmecké sjednocení                        | 14 569  | 19,0  | 12      | +12     |
|                                | Německá pokroková strana                     | 14 012  | 18,3  | 12      | -9      |
|                                | Německá lidová strana                        | 7 007   | 9,1   | 8       | -2      |
|                                | Křesťansko-sociální strana                   | 813     | 1,1   | 0       | -1      |
|                                | Společní němečtí kandidáti                   | 505     | 0,7   | 0       | 0       |
| Němci celkem                   | Němci celkem                                 | 36 906  | 48,2  | 32      | 0       |
| Národnostně nevyhraněné strany |                                              |         |       |         |         |
|                                | Sociální demokracie                          | 3 660   | 4,8   | 0       | 0       |
|                                | Roztříštěné hlasy                            | 965     | 1,2   | 0       | 0       |
| Neplatné hlasy                 | Neplatné hlasy                               | 665     | 0,8   | –       | –       |
| Celkem hlasů                   | Celkem hlasů                                 | 78 251  | 100   | 72      | –       |
| Zúčastnilo se voličů           | Zúčastnilo se voličů                         | 69 904  | 100   | –       | –       |
| Voliči v seznamu/účast         | Voliči v seznamu/účast                       | 144 025 | 48,5  | –       | –       |
| Zdroj:                         |                                              |         |       |         |         |

#### Kurie venkovských obcí
| Strana                         | Strana                                       | Hlasy   | Hlasy | Mandáty | Mandáty |
| Strana                         | Strana                                       | Počet   | %     | Počet   | ±       |
| ------------------------------ | -------------------------------------------- | ------- | ----- | ------- | ------- |
| České strany                   |                                              |         |       |         |         |
|                                | Národní strana svobodomyslná                 | 47 301  | 30,5  | 24      | -22     |
|                                | Českoslovanská strana agrární                | 37 208  | 24,0  | 21      | +19     |
|                                | Státoprávní radikálové a radikální pokrokáři | 7 232   | 4,6   | 3       | +3      |
|                                | Národní strana                               | 3 106   | 2,0   | 1       | 0       |
|                                | Společní čeští kandidáti                     | 3 073   | 2,0   | 0       | 0       |
|                                | Česká strana národně sociální                | 1 699   | 1,1   | 0       | 0       |
|                                | Křesťansko-sociální strana v Čechách         | 678     | 0,4   | 0       | 0       |
|                                | Česká strana pokroková                       | 429     | 0,3   | 0       | 0       |
|                                | Samostatní kandidáti                         | 158     | 0,1   | 0       | 0       |
| Češi celkem                    | Češi celkem                                  | 100 884 | 65,0  | 49      | 0       |
| Německé strany                 |                                              |         |       |         |         |
|                                | Všeněmecké sjednocení                        | 19 249  | 12,4  | 13      | +13     |
|                                | Německá pokroková strana                     | 10 419  | 6,7   | 7       | -20     |
|                                | Německá lidová strana                        | 6 030   | 3,9   | 6       | +4      |
|                                | Německá agrární strana                       | 5 116   | 3,3   | 3       | +3      |
|                                | Společní němečtí kandidáti                   | 3 635   | 2,3   | 0       | 0       |
|                                | Křesťansko-sociální strana                   | 1 782   | 1,2   | 1       | 0       |
|                                | Samostatní kandidáti                         | 274     | 0,2   | 0       | 0       |
| Němci celkem                   | Němci celkem                                 | 46 505  | 30,0  | 30      | 0       |
| Národnostně nevyhraněné strany |                                              |         |       |         |         |
|                                | Sociální demokracie                          | 7 728   | 5,0   | 0       | 0       |
|                                | Roztříštěné hlasy                            | 1 293   | 0,8   | 0       | 0       |
| Neplatné hlasy                 | Neplatné hlasy                               | 1 021   | 0,6   | –       | –       |
| Celkem hlasů                   | Celkem hlasů                                 | 157 431 | 100   | 79      | –       |
| Voliči v seznamu/účast         | Voliči v seznamu/účast                       | 393 537 | 40,0  | –       | –       |
| Zdroj:                         |                                              |         |       |         |         |

#### Výsledky v král. hlavním městě Praze
| Strana                 | Strana                        | Hlasy  | Hlasy | Mandáty | Mandáty |
| Strana                 | Strana                        | Počet  | %     | Počet   | ±       |
| ---------------------- | ----------------------------- | ------ | ----- | ------- | ------- |
| České strany           |                               |        |       |         |         |
|                        | Národní strana svobodomyslná  | 7 947  | 75,2  | 9       | -1      |
|                        | Sociální demokracie           | 1 133  | 10,7  | 0       | 0       |
|                        | Česká strana národně sociální | 662    | 6,3   | 0       | 0       |
|                        | Národní strana                | 617    | 5,8   | 1       | +1      |
|                        | Samostatní kandidáti          | 104    | 1,0   | 0       | 0       |
|                        | Roztříštěné hlasy             | 101    | 1,0   | 0       | 0       |
| Neplatné hlasy         | Neplatné hlasy                | 15     | 0,3   | –       | –       |
| Celkem hlasů           | Celkem hlasů                  | 10 564 | 100   | 10      | –       |
| Zúčastnilo se voličů   | Zúčastnilo se voličů          | 5 375  | 100   | –       | –       |
| Voliči v seznamu/účast | Voliči v seznamu/účast        | 12 789 | 42,0  | –       | –       |
| Zdroj:                 |                               |        |       |         |         |